# Ozyptila parvimana
Ozyptila parvimana là một loài nhện trong họ Thomisidae.
Loài này thuộc chi Ozyptila. Ozyptila parvimana được Eugène Simon miêu tả năm 1886.